# Óscar Passo
Óscar Passo (Bodega central, Bolívar, Colombia; 13 de mayo de 1980) es un exfutbolista y entrenador colombiano. Jugó 7 partidos con la Selección Colombia. En las temporadas 2022, 2023 y 2024 dirigió en calidad de interino al Real Cartagena.

## Legado deportivo
Óscar, es primo del también exfutbolista, José María Pazo.

## Trayectoria
Con el Atlético Nacional se coronó bicampeón del fútbol colombiano, luego que el club antioqueño ganara los torneos Apertura y Finalización. En 2008 no tuvo continuidad en Nacional debido a una lesión de cadera, aunque en 2009 se llegó a entrenar con Real Cartagena no volvería jugar profesionalmente.

## Clubes

### Como jugador

#### Clubes
| Club                         | Temporada           | Liga | Liga  | Copas Internacionales | Copas Internacionales | Total | Total |
| Club                         | Temporada           | PJ.  | Goles | PJ.                   | Goles                 | PJ.   | Goles |
| ---------------------------- | ------------------- | ---- | ----- | --------------------- | --------------------- | ----- | ----- |
| Real Cartagena · Colombia    | 1998                | ?    | 0     | Inexistentes          | Inexistentes          | ?     | 0     |
| Deportes Tolima · Colombia   | 1999                | 14   | 0     | Inexistentes          | Inexistentes          | 14    | 0     |
| Deportes Tolima · Colombia   | 2000                | 47   | 0     | Inexistentes          | Inexistentes          | 47    | 0     |
| Deportes Tolima · Colombia   | 2001                | 16   | 0     | Inexistentes          | Inexistentes          | 16    | 0     |
| Deportes Tolima · Colombia   | 2002                | 25   | 0     | Inexistentes          | Inexistentes          | 25    | 0     |
| Deportes Tolima · Colombia   | 2003                | 38   | 0     | Inexistentes          | Inexistentes          | 38    | 0     |
| Deportes Tolima · Colombia   | 2004                | 35   | 1     | 6                     | 1                     | 41    | 2     |
| Deportes Tolima · Colombia   | 2005                | 37   | 2     | Inexistentes          | Inexistentes          | 37    | 2     |
| Deportes Tolima · Colombia   | Total               | 212  | 3     | 6                     | 1                     | 218   | 4     |
| Atlético Nacional · Colombia | 2006                | 24   | 1     | 3                     | 0                     | 27    | 1     |
| Atlético Nacional · Colombia | 2007                | 12   | 3     | 2                     | 0                     | 15    | 3     |
| Atlético Nacional · Colombia | Total               | 36   | 4     | 5                     | 0                     | 41    | 4     |
| Total en su carrera          | Total en su carrera | 248  | 7     | 11                    | 1                     | 259   | 8     |

#### Selección nacional
| Selección                    | Año               | Amistosos | Amistosos | Copa Oro | Copa Oro | Eliminatorias Mundialistas | Eliminatorias Mundialistas | Total | Total |
| Selección                    | Año               | Part.     | Goles     | Part.    | Goles    | Part.                      | Goles                      | Part. | Goles |
| ---------------------------- | ----------------- | --------- | --------- | -------- | -------- | -------------------------- | -------------------------- | ----- | ----- |
| Colombia Absoluta · Colombia |                   |           |           |          |          |                            |                            |       |       |
| 2005                         | --                | --        | 5         | 0        | --       | --                         | 5                          | 0     |       |
| 2006                         | 2                 | 0         | --        | --       | --       | --                         | 2                          | 0     |       |
| Total                        | 2                 | 0         | 5         | 0        | 0        | 0                          | 7                          | 0     |       |
| Total en Colombia            | Total en Colombia | 2         | 0         | 5        | 0        | 0                          | 0                          | 7     | 0     |

### Como formador
| Club                           | País     | Año |
| ------------------------------ | -------- | --- |
| Selección de fútbol de Bolívar | Colombia | ¿?  |
| Real Cartagena                 | Colombia | ¿?  |

### Como entrenador
| Equipo                    | Desde                  | Hasta                    | Partidos | Partidos | Partidos | Partidos | Partidos    |
| Equipo                    | Desde                  | Hasta                    | PJ       | PG       | PE       | PP       | Rendimiento |
| ------------------------- | ---------------------- | ------------------------ | -------- | -------- | -------- | -------- | ----------- |
| Real Cartagena · Colombia | 9 de mayo de 2022      | 19 de septiembre de 2022 | 19       | 4        | 5        | 10       | 29.82%      |
| Real Cartagena · Colombia | 2 de noviembre de 2023 | 12 de noviembre de 2023  | 2        | 0        | 1        | 1        | 16.67%      |
| Real Cartagena · Colombia | 19 de agosto de 2024   | 21 de agosto de 2024     | 1        | 1        | 0        | 0        | 100%        |
| Consolidado total         | Consolidado total      | Consolidado total        | 22       | 5        | 6        | 11       | 31.82%      |

## Palmarés

### Campeonatos nacionales
| Título              | Club              | País     | Año  |
| ------------------- | ----------------- | -------- | ---- |
| Torneo Finalización | Deportes Tolima   | Colombia | 2003 |
| Torneo Apertura     | Atlético Nacional | Colombia | 2007 |
| Torneo Finalización | Atlético Nacional | Colombia | 2007 |